# Власов, Альберт Иванович
Альбе́рт Ива́нович Вла́сов (род. 1930) — советский журналист, писатель, общественный деятель. Доктор исторических наук. Последний руководитель АПН.

## Биография
Альберт Иванович Власов родился в 1930 году.
- 1973 год — доктор исторических наук.
  - Тема докторской диссертации: «Доктрины и методы буржуазной пропаганды США на службе идеологический борьбы»[1][2]. (Автореферат докторской диссертации. — М., 1973.)
- 1988—1990 — Руководитель (Председатель правления) АПН[3].

– Предыдущий руководитель АПН [Валентин] Фалин ушёл секретарем ЦК по международным вопросам, пришёл Альберт Иванович Власов. Власову не нравилось то, что АПН является общественной организацией, он хотел иметь больше полномочий, больший статус. Ему хотелось стать министром, и он понимал, что общественный статус как-то уже не круто. И он пролоббировал и пробил превращение Агентства Печати Новости в Информационное агентство «Новости» с государственным статусом. Что, собственно говоря, его и погубило после путча, потому что если бы АПН было общественной организацией, подобраться к нему было бы значительно сложнее.Алексей Константинович Волин
- 13 декабря 1991 года — Указом Президента СССР	 № УП-3028[5], Альберту Ивановичу Власову был присвоен (последним из присвоений Указом Президента СССР) дипломатический ранг Чрезвычайного и Полномочного Посла СССР[6].

## Публикации[7]
- Власов А. И. «Как создают обман. О современной американской пропаганде». — М. : Междунар. отношения, 1969.
- Власов А. И. «В конфликте с реальностью. Кризис внешнеполитической пропаганды США». — М.: Междунар. отношения, 1972.
- Власов А. И. «Доктрины и методы буржуазной пропаганды США на службе идеологический борьбы». Автореф. докт. дис. — М., 1973.
- Власов, Альберт Иванович «Политические манипуляции» [Текст] : (История и практика средств массовой информации США) / А. И. Власов. - Москва : Междунар. отношения, 1982. - 303 с.; 20 см[8]. // Массовая коммуникация - США // Американский империализм - Подрывная деятельность // Буржуазная пропаганда // Манипулирование сознанием
- Власов А. И. «Записки из рухнувшего дома». Год выпуска: 1998. // ISBN 5-88010-037-5 // Издательство: Информпечать ИТРК РСПП // Язык издания: Русский // Количество страниц: 256[9].

## Награды
- 9.09.1971 —  Орден Трудового Красного Знамени
- 25.07.1980 —  Орден Дружбы Народов